# Xinghe
Xinghe (chiń. 兴和县; pinyin Xīnghé Xiàn) – powiat w północnych Chinach, w regionie autonomicznym Mongolia Wewnętrzna, w prefekturze miejskiej Ulanqab. W spisie z 1999 roku liczył 292 785 mieszkańców.